# Daniel Niero
Daniel Niero (Mirano, 16 ottobre 1996) è un pattinatore di velocità in-line e pattinatore di velocità su ghiaccio italiano.

## Palmarès

### Pattinaggio di velocità in linea
- Mondiali

Nanchino 2017: bronzo nella gara a punti su strada; bronzo nell'eliminazione su strada;
Paesi Bassi 2018: argento nell'eliminazione su strada; argento nell'eliminazione su pista; bronzo nella staffetta americana 3000 m su pista; bronzo nella gara a punti;
Barcellona 2019: bronzo nella gara a punti;
- Europei

Heerde 2016: oro nella staffetta americana 3000 m su pista; bronzo nella staffetta su strada;
Lagos 2017: oro nella staffetta su strada; argento nell'eliminazione su strada; argento nell'eliminazione su pista; bronzo nella gara a punti su pista;
Ostenda 2018: oro nella gara a punti su strada; oro nella staffetta americana 3000 m su pista; oro nell'eliminazione su pista; oro nella gara a punti su pista; argento nell'eliminazione si strada;
Pamplona 2019: oro nella gara a punti su pista; oro nella staffetta americana 3000 m su pista; argento nella gara a punti su strada;
- Giochi mondiali

Breslavia 2017: argento nei 10000 m a punti; argento nei 20000 m ad eliminazione;